# Silniční aféra

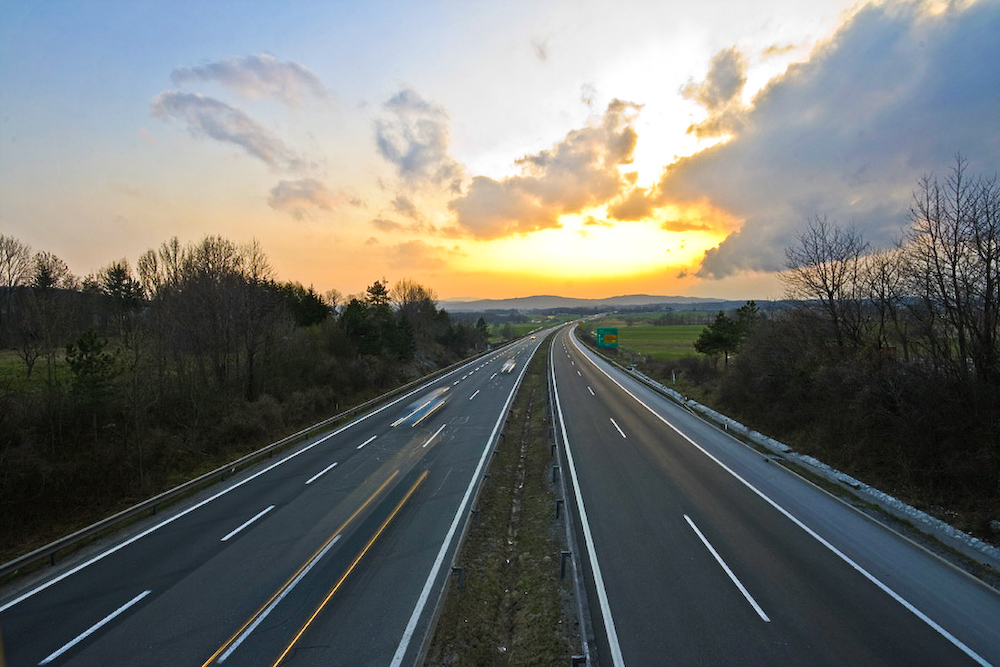
Dálnice A1 ve Slovinsku (foto 2007)

Silniční aféra v Jugoslávii na přelomu léta a podzimu roku 1968 spočívala ve sporu Slovinska s federální vládou v Bělehradě o financování výstavby silnic. Vystihuje atmosféru doby, ve které docházelo k bouřlivým diskusím o ekonomice v zemi, ale také kvůli zvýšenému vlivu členských republik i rozmělnění celé federace. Do té doby byl konflikt mezi federální vládou a jednou republikou SFRJ nemyslitelný.

## Historie
Ve Slovinsku už delší dobu panovala v 60. letech atmosféra nespokojenosti s tím, že nejbohatší republika Jugoslávie doplácí na své jižní, méně rozvinuté sousedy. Toto tvrzení podporovaly i statistiky, ve kterých se uváděl jasný nepoměr mezi platbami do federální pokladny a počtem obyvatel v porovnání s ostatními pěti republikami. Protože Slovinsko bylo pro mezinárodní dopravu hlavně tranzitní oblastí a většina dopravy ze západní Evropy, tedy Rakouska a Itálie tudy projížděla dále na jih, bylo nezbytné modernizovat silnice či rovnou budovat komunikace nové, splňující moderní dopravní nároky. V souvislosti s tím byl proto vypracován projekt dálnice Šentilj - Nova Gorica, který plánovala republika financovat z velké části sama vlastními prostředky a tam, kde by se peněz nedostávalo, získat finance ze zahraničních bank a fondů, které byly v této době Jugoslávii k dispozici. 
V červenci 1969 však federální vláda tento projekt zrušila a dala přednost výstavbě nových silnic v Srbsku a Bosně a Hercegovině, tedy opět v málo rozvinutých částech federace, do kterých se investovalo dlouhodobě velké množství prostředků. Hlavním důvodem bylo, že jako nezbytné je budovat spoje vnitrostátní, nikoliv na hranice s "kapitalistickými" (a tedy nepřátelskými) státy. Slovinští představitelé byli silně znepokojeni, stejně jako slovinská veřejnost, která se rozhodla pro veřejné protesty v ulicích. Slovinský tisk navrhoval diskuzi na téma přehodnocení finančních závazků vůči Bělehradu.
Začala rozsáhlá diskuse o tom, kdo má v celé zemi poslední slovo při přidělování investic, a opět se začalo přemýšlet i o faktu, jaké postavení a jakou míru autonomie mají mít jednotlivé členské republiky. Slovinsko, které bylo nejbohatší členskou republikou, platilo značnou část společného fondu pro nerozvinuté republiky, ze kterého čerpaly hlavně Bosna a Hercegovina, Kosovo a Makedonie. Záměrem slovinského vedení bylo zcela přirozeně moc tohoto nástroje oslabit. Krize, kterou daná aféra vyvolala, ohrožovala pozici samotného jugoslávského premiéra Mitji Ribičiče (shodou okolností Slovince). V celé záležitosti se nakonec angažoval i Josip Broz Tito, který zkritizoval slovinské představitele z přístupu štěpící monolitnost Jugoslávie. 
S budováním dálnice, která byla svého typu první v celé Jugoslávii, se nakonec začalo v roce 1970 a po dvou letech usilovných prací byl první úsek dokončen. Přesto Slovinci nedostali celou částku, která byla na modernizaci zoufale zaostalé silniční sítě určena, ale jen těsnou většinu (54 %; zbytek šel na projekty v méně rozvinutých oblastech federace).